# 奥厄尔
奥厄尔是德国莱茵兰-普法尔茨州的一个市镇。总面积2.65平方公里，总人口206人，其中男性101人，女性105人（2011年12月31日），人口密度78人/平方公里。